# Distretto di Progreso
Il distretto di Progreso è un distretto del Perù nella provincia di Grau (regione di Apurímac) con 2.723 abitanti al censimento 2007 dei quali 708 urbani e 2.015 rurali.
È stato istituito il 17 marzo 1958.